# مرکپتوپروپان-۱و۲-دی ال-۳
مرکپتوپروپان-۱و۲-دی ال-۳ (به انگلیسی: 3-Mercaptopropane-1,2-diol) با فرمول شیمیایی C۳H۸O۲S یک ترکیب شیمیایی با شناسه پاب‌کم ۷۲۹۱ است. که جرم مولی آن ۱۰۸٫۱۶ g/mol می‌باشد. 